# 物質移動
物質移動（ぶっしついどう、英: mass transfer）は、ある位置（大抵は流れ、相、留分、成分）からもう一つの位置への物質の正味の移動である。物質移動は、吸収、蒸留、吸着、乾燥、沈殿、膜ろ過、蒸留といった多くの過程において起こる。物質移動は異なる科学分野において異なる過程および機構について使われている。この表現は物理系内での化学種の拡散ならびに対流輸送が関与する物理過程についての工学において一般的に使用されている。
物質移動過程の一般的な例としては、沼から大気への水の蒸発、腎臓および肝臓における血液の浄化、アルコールの蒸留などがある。工業的過程において、物質移動工程には、蒸留カラム、スクラバーといった吸収装置、活性炭層といった吸着剤、液液抽出が含まれる。物質移動はしばしば、追加の輸送過程と合わせられる（例えば工業的冷却塔において）。これらの冷却塔は熱水をより熱い空気と接触させて流し、空気から熱を吸収することで蒸発させることによって熱移動と物質移動を連動させる。
天体物理学では質量移動と呼ばれる。

## 天体物理学
天体物理学において質量移動とは、物質が天体（大抵は星）に重力的につながり、そのロッシュ・ローブを占め、2つ目の天体（大抵はコンパクト天体〔白色矮星、中性子星、ブラックホール〕）に重力的につながるようになり、最終的には2つ目の天体に降着する過程である。連星系においては一般的現象であり、ある種の超新星やパルサーにおいて重要な役割を果たしているかもしれない。

## 化学工学
物質移動は化学工学の問題において幅広く応用されている。物質移動は反応工学、分離工学、熱移動工学、その他多くの化学工学の下位区分において使われている。
物質移動に対する駆動力は典型的には化学ポテンシャルの差（化学ポテンシャルが定義できる時）であるが、その他の熱力学的勾配は物質の流れと連結し、同様に物質移動を駆動し得る。化学種は高い化学ポテンシャルの領域から低い化学ポテンシャルの領域へと移動する。ゆえに、任意の物質移動の最大理論量は典型的には化学ポテンシャルが一様な地点によって決定される。単相系では、これは大抵は相のあらゆる場所で一様な濃度と翻訳されるのに対して、多相系では化学種はある相をその他の相よりのしばしば好み、液液抽出において見られるように好ましい相へほとんどの化学種が吸収された時にのみ一様な化学ポテンシャルに達する。
熱力学的平衡は任意の物質移動工程の理論量を決定するが、物質移動の実際の量は系内の流れのパターンやそれぞれの相における化学種の拡散係数を含む追加の因子に依存するだろう。この量は計算と全過程に対する物質移動係数の適用によって定量化できる。これらの物質移動係数は典型的にペクレ数、レイノルズ数、シャーウッド数、シュミット数を含む無次元数を単位として公表されている。

## 熱移動、物質移動、運動量移動の間の類似性
運動量移動、熱移動、物質移動に対して一般的に使われてる近似微分方程式には顕著な類似性がある。低いレイノルズ数における流体運動量（ストークス流れ）に対するニュートンの法則、熱に対するフーリエの法則、物質に対するフィックの法則の分子移動方程式は非常に似ている。これは、これらが全て流れの場における保存量の輸送の線型近似だからである。
より高いレイノルズ数において、物質移動、熱移動、運動量移動の間の類似性はナビエ–ストークス方程式の非線型性（あるいはより根本的な、一般運動量保存式）のため有用性が低くなるが、熱移動と物質移動との間の類似性は良好なままである。